# Saison 2 de Continuum
Chronologie
Saison 1 Saison 3
Cet article présente les treize épisodes de la deuxième saison de la série télévisée canadienne Continuum.

## Synopsis
En 2077, la société a évolué vers un état policier. Un groupe de terroriste sur le point d'être exécuté arrive à s'évader dans le passé, avec à sa poursuite un protecteur (policier), Kiera.
En 2012, elle rencontre Alec, l'inventeur de la technologie de surveillance électronique du futur et entame la poursuite des évadés avec les policiers locaux. Alec et Kiera s'interrogent sur l'éventuelle transformation du futur…

## Distribution

### Acteurs principaux
- Rachel Nichols (VF : Marie Zidi) : Kiera Cameron
- Victor Webster (VF : Constantin Pappas) : Carlos Fonnegra, partenaire détective de Kiera
- Erik Knudsen (VF : Vincent de Bouard) : Alec Sadler (2012), un technicien whiz qui aide Kiera
- Stephen Lobo (VF : Benoît DuPac) : Matthew Kellog, ex-membre de Liber8
- Roger Cross (VF : Jean-Paul Pitolin) : Travis Verta, membre de Liber8
- Lexa Doig (VF : Natacha Muller) : Sonya Valentine, membre de Liber8
- Omari Newton (en) (VF : Sidney Kotto) : Lucas Ingram, membre de Liber8
- Luvia Petersen (en) (VF : Chantal Baroin) : Jasmine Garza, membre de Liber8
- Jennifer Spence (VF : Catherine Desplaces) : Betty Robertson
- Brian Markinson (VF : Vincent Violette) : l'inspecteur Dillon

### Acteurs récurrents
- Richard Harmon (VF : Olivier Podesta) : Julian Randol, le demi-frère d'Alec
- Magda Apanowicz (VF : Jessica Monceau) : Emily, la petite amie d'Alec Sadler
- Nicholas Lea (VF : Mathieu Buscatto) : agent Gardiner du SCRS
- John Cassini (en) (VF : Jérôme Pauwels) : Marco
- Ian Tracey (VF : Emmanuel Karsen) : Jason
- Hugh Dillon (VF : Jean-Louis Faure) : Stan Escher
- Janet Kidder (VF : Odile Schmitt) : Ann Sadler, la mère d'Alec
- Bruce Ramsay (VF : Antoine Nouel) : l'inspecteur Rosicki
- Adrian Holmes (en) (VF : Philippe Bozo) : Warren
- Zak Santiago : Miller
- Catherine Lough Haggquist (VF : Céline Duhamel) : l'inspecteur Nora Harris
- Adam Greydon Reid (VF : Olivier Jankovic) : Clayton, le coroner
- William B. Davis (VF : Jacques Brunet) : Alec Sadler (2077)
- Sean Michael Kyer (VF : Bénédicte Rivière) : Sam Cameron, le fils de Kiera, 2077

### Invités
- Jesse Reid (VF : Alexandre Nguyen) : Ricky (épisodes 1, 3 et 8)
- Tahmoh Penikett (VF : Olivier Rodier) : Jim Martin (épisodes 1, 7 et 11)
- Keith Dallas (VF : Marc Bretonnière) : le manager Duncan (épisodes 1 et 2)
- Michasha Armstrong (VF : Laurent Morteau) : Raul Wolfrod (épisodes 1 et 3)
- John Reardon (en) (VF : Taric Mehani) : Greg Cameron, le mari de Kiera, 2077 (épisodes 1 et 13)
- Karen Kruper : le maire (épisode 1)
- David Quinlan (VF : Antoine Nouel) : le conseiller du maire (épisode 1)
- Forbes Angus (VF : Pascal Casanova) : Warden, le directeur de la prison (épisode 1)
- Kasey Kieler (VF : Jean-Luc Atlan) : le garde de sécurité de l'entrepôt (épisode 1)
- Jill Teed (VF : Murielle Naigeon) : Lewis (épisodes 2, 11 et 12)
- Ian Butcher (VF : Jean-Luc Atlan) : le skinhead (épisode 2)
- Max Chadburn (VF : Camille Donda) : Hannah (épisode 3)
- Julia Tortolano (VF : Laurence Sacquet) : Nadia (épisode 3)
- Rick Dobran (VF : Didier Cherbuy) : Gabriel (épisode 3)
- Jason Diablo (VF : Jean-Luc Atlan) : un membre du Syndicat (épisode 3)
- Patrick Gilmore (VF : Éric Missoffe) : Rex (épisode 4)
- Carrie Fleming (VF : Michèle Lituac) : Tammy (épisode 4)
- Karin Konoval (VF : Pascale Jacquemont) : Elena, âgée (épisode 4)
- Christian Vincent (VF : Pascal Grull) : Dan (épisode 4)
- Danny Dworkis (VF : Cyrille Monge) : le manager de la station essence (épisode 4)
- Alessandro Juliani (VF : Philippe Siboulet) : Dr Fairweather (épisode 5)
- Matthew Mandzij (VF : Jean-Luc Atlan) : Ed Lam (épisode 5)
- Michael Teigen (VF : Laurent Mantel) : Mike Venables (épisode 6)
- Paul Jarrett (VF : Patrice Baudrier) : Eldridge (épisode 6)
- Kimberly Sustad (VF : Sylvie Jacob) : Patsy Reynolds (épisode 6)
- John Murphy (VF : Pascal Casanova) : Mage (épisodes 6 et 12)
- Peter Benson (VF : Jean-Baptiste Marcenac) : Todd Sanchez (épisode 6)
- Darcy Laurie (VF : Jean-Luc Atlan) : inspecteur Martinez (épisodes 6, 9 et 10)
- Tanaya Beatty : Rebecca (épisodes 7, 9 et 10)
- Johnny Cuthbert (VF : Marc Bretonnière) : le tueur (épisode 7)
- Dean Paul Gibson : le juge (épisode 7)
- Suzanne Ristic (VF : Catherine Artigala) : la secrétaire (épisode 8)
- Tony Alcantar (en) (VF : Rémi Caillebot) : l'employé de bureau (épisode 9)
- Tarun Keram (VF : Marc Bretonnière) : le serveur (épisode 9)
- Terry Chen (VF : Stéphane Marais) : Curtis Chen, membre de Liber8 (épisodes 10 et 13)
- Tony Amendola (VF : Patrick Floersheim) : Edouard Kagamé, leader de Liber8 (épisode 11)
- Sarah Edmondson : Heather Martin (épisode 11)
- David Milchard (VF : Luc Boulad) : le technicien (épisode 11)
- Jordana Largy : Ramona (épisode 12)
- Megan Danso (VF : Bénédicte Rivière) : l'officier du CPS (épisode 12)
- Terry Howson : Warden (épisode 13)

## Production

### Développement
Le 25 août 2012, cette deuxième saison a été annoncée.

### Diffusions
En France, la saison a été diffusée à partir du 17 décembre 2013 sur Syfy France et au Québec à partir du 29 janvier 2014 sur AddikTV.
La saison reste inédite dans les autres pays francophones.

## Liste des épisodes

### Épisode 1:Secondes Chances
- Canada : 21 avril 2013 sur Showcase[2]
- France : 17 décembre 2013 sur Syfy France[3],[4]
- Québec : 29 janvier 2014 sur AddikTV[5]

- Canada : 375 000 téléspectateurs (première diffusion)

### Épisode 2:Fraction de seconde
- Canada : 28 avril 2013 sur Showcase
- France : 17 décembre 2013 sur Syfy France[4]
- Québec : 5 février 2014 sur AddikTV

### Épisode 3:Une seconde de réflexion
- Canada : 5 mai 2013 sur Showcase
- France : 7 janvier 2014 sur Syfy France[4]
- Québec : 12 février 2014 sur AddikTV

### Épisode 4:Seconde Peau
- Canada : 12 mai 2013 sur Showcase
- France : 7 janvier 2014 sur Syfy France[4]
- Québec : 19 février 2014 sur AddikTV

### Épisode 5:Deuxième Avis
- Canada : 26 mai 2013 sur Showcase
- France : 14 janvier 2014 sur Syfy France[4]
- Québec : 26 février 2014 sur AddikTV

### Épisode 6:Deuxième Vérité
- Canada : 2 juin 2013 sur Showcase
- France : 14 janvier 2014 sur Syfy France[4]
- Québec : 5 mars 2014 sur AddikTV

### Épisode 7:Second Degré
- Canada : 9 juin 2013 sur Showcase
- France : 21 janvier 2014 sur Syfy France[4]
- Québec : 12 mars 2014 sur AddikTV

### Épisode 8:Seconde Écoute
- Canada : 16 juin 2013 sur Showcase
- France : 21 janvier 2014 sur Syfy France[4]
- Québec : 19 mars 2014 sur AddikTV

### Épisode 9:Secondes
- Canada : 7 juillet 2013 sur Showcase
- France : 28 janvier 2014 sur Syfy France[4]
- Québec : 26 mars 2014 sur AddikTV

### Épisode 10:Seconde Vague
- Canada : 14 juillet 2013 sur Showcase
- France : 28 janvier 2014 sur Syfy France[4]
- Québec : 2 avril 2014 sur AddikTV

Lucas, l'ingénieur, est mal à l'aise, il a des hallucinations visuelles.
Garza est arrêtée par Kiera, qui utilise des méthodes peu réglementaires pour l'interroger.

### Épisode 11:Second Choix
- Canada : 21 juillet 2013 sur Showcase
- France : 4 février 2014 sur Syfy France[4]
- Québec : 9 avril 2014 sur AddikTV

### Épisode 12:Dernière Seconde
- Canada : 28 juillet 2013 sur Showcase
- France : 4 février 2014 sur Syfy France[4]
- Québec : 16 avril 2014 sur AddikTV

### Épisode 13:Seconde Fois
- Canada : 4 août 2013 sur Showcase
- France : 4 février 2014 sur Syfy France[4]
- Québec : 23 avril 2014 sur AddikTV